# 塞尼亚朗斯
塞尼亚朗斯（法語：Seignalens，法語發音：[sɛɲalɛ̃s]）是法国奥德省的一个市镇，属于利穆区。

## 地理
塞尼亚朗斯（43°5'56"N, 1°58'14"E）面积6.17 平方千米，位于法国奧克西塔尼大區奥德省，该省份为法国南部沿海省份，北起塔恩省，西北接上加龙省，西接阿列日省，南至东比利牛斯省，东临地中海，东北与埃罗省接壤。
与塞尼亚朗斯接壤的市镇（或旧市镇、城区）包括：卡扎尔代拜莱、马勒古德、利涅罗勒、圣戈代里克、瓦勒德朗布罗讷、埃斯克扬斯和圣瑞斯特德贝朗加尔。

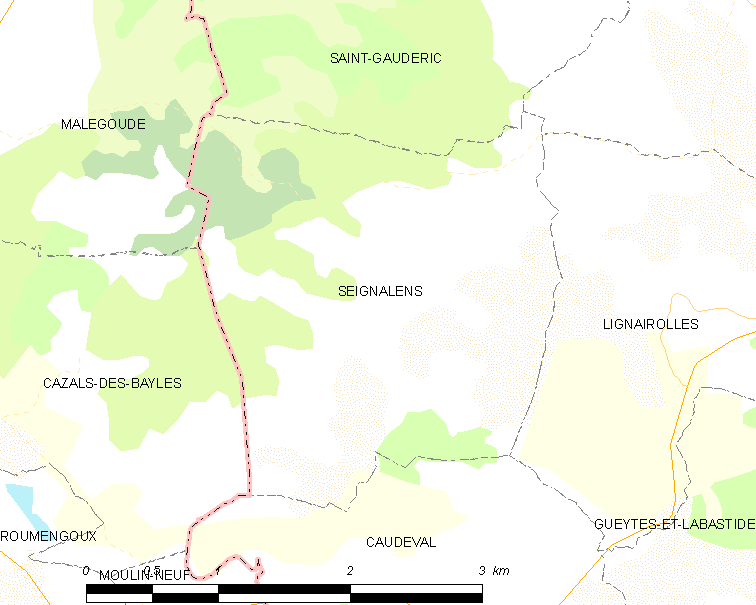
塞尼亚朗斯的OSM定位图

塞尼亚朗斯的时区为UTC+01:00、UTC+02:00（夏令时）。

## 行政
塞尼亚朗斯的邮政编码为11240，INSEE市镇编码为11375。

## 政治
塞尼亚朗斯所属的省级选区为拉皮耶日欧拉泽斯县。

## 人口

1962-2008年间塞尼亚朗斯人口变化图示

塞尼亚朗斯于2022年1月1日时的人口数量为30人。